# Уздански рејон
Уздански рејон (блр. Уздзенскі раён; рус. У́зденский район) је административна јединица другог ранга у Републици Белорусији. Налази се у централном делу Минске области. Административни центар рејона је град Узда. 
Рејон је основан 17. јула 1924. године. 

## Положај
Уздански рејон обухвата територију површине 1.180,97 км² и на претпоследњем је 20. месту по површини на подручју Минске области. Налази се у централном делу области и граничи са Капиљским, Дзјаржинским, Стовпцовским, Слуцким, Пухавицким и Минским рејоном. 
Најважнији водотоци су реке Њемен, Уса, Лоша и Шат. Кроз административни центар рејона град Узду протиче реча Уздјанка (десна притока Њемена).
Надморска висина варира од 160 до 180 метара, са максимумом од 219 метара.

## Историја
Уздански рејон основан је 17. јула 1924. године и од свог оснивања па све до 1930. био је саставни део Минског округа Белоруске ССР. Од јануара 1938. улази у састав Минске области.
Услед административне прекомпозиције Белоруске ССР од 25. децембра 1962. Уздански рејон је прво расформиран, а потом поново оформљен 1965. године.

## Демографија
Према подацима пописа становништва из 2009. на подручју Узданског рејона живело је нешто више од 23.500 становника, од чега је око 10.000 живело у граду Узди, а остатак у сеоским заједницама.